# George Lee
George C. Lee (Highland Park, 23 novembre 1936) è un ex cestista e allenatore di pallacanestro statunitense, professionista nella NBA.

## Carriera
Venne selezionato dai Detroit Pistons al quarto giro del Draft NBA 1959 (24ª scelta assoluta).